# 西户铁路
西户铁路，又称西余铁路支线、西户线。是一条位于陕西省西安市域内的客货两用铁路，其从陇海线的三民村站向西南方向引出，经西安市莲湖区、未央区、雁塔区、长安区后抵达鄠邑区（原户县）的工业重镇余下镇。线路全长41.3km，未电气化。目前，该线路自阿房宫南站至户县站区间有客运业务。

## 线路概况及历史沿革

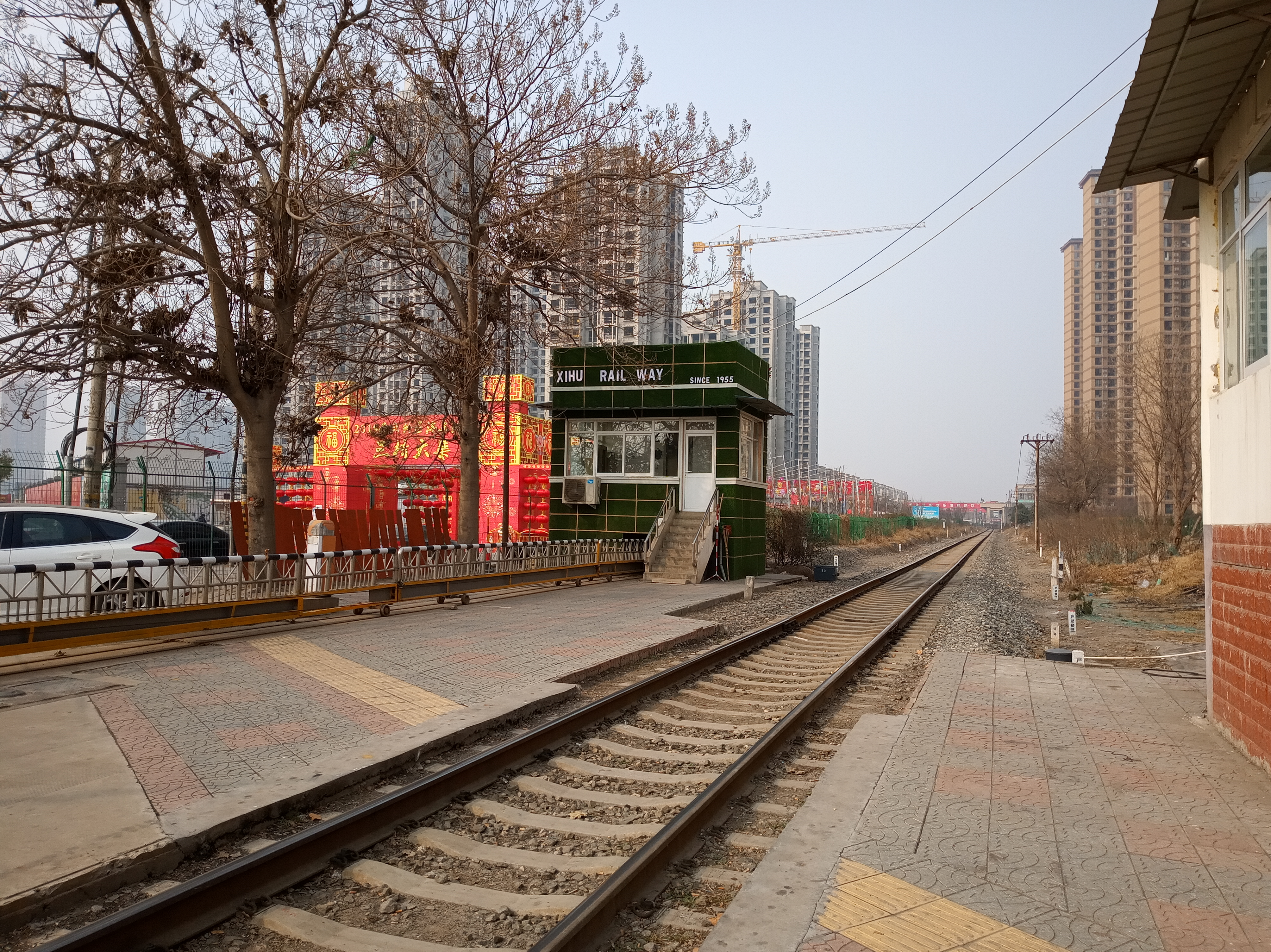
西余铁路的一处道口和调度房（2019.2）

西余铁路于1954年由铁路西南设计分局勘测设计，1955年5月由铁路第六工程局开始施工，1956年2月20日正式通车。线路主要服务于余下工业区的工业企业。线路包含中桥1座60米，小桥3座延长53米。西安西站为其里程起点，西安西站至三民村站区间为原113厂、114厂专用线7.2公里改建。
1978年，西余铁路撤销韩旗寨站、显落村站。1981年10月恢复显落村站。1989年，线路开通客运业务，每日通行市郊客运客运列车2对，小运转货运列车6对。2000年10月，随着新一轮铁路调图，西余线路上运行的市郊客运列车7601/2/3/4次停运，自此，该线路仅办理货运作业，承担沿线企业、工厂的运输任务，其运营时间集中在6：00至22：00，每日运营时间约16小时。通过能力为7对/日，实际运行货车4对/日，平均通过列车的速度为26km/h。

## 客运化改造

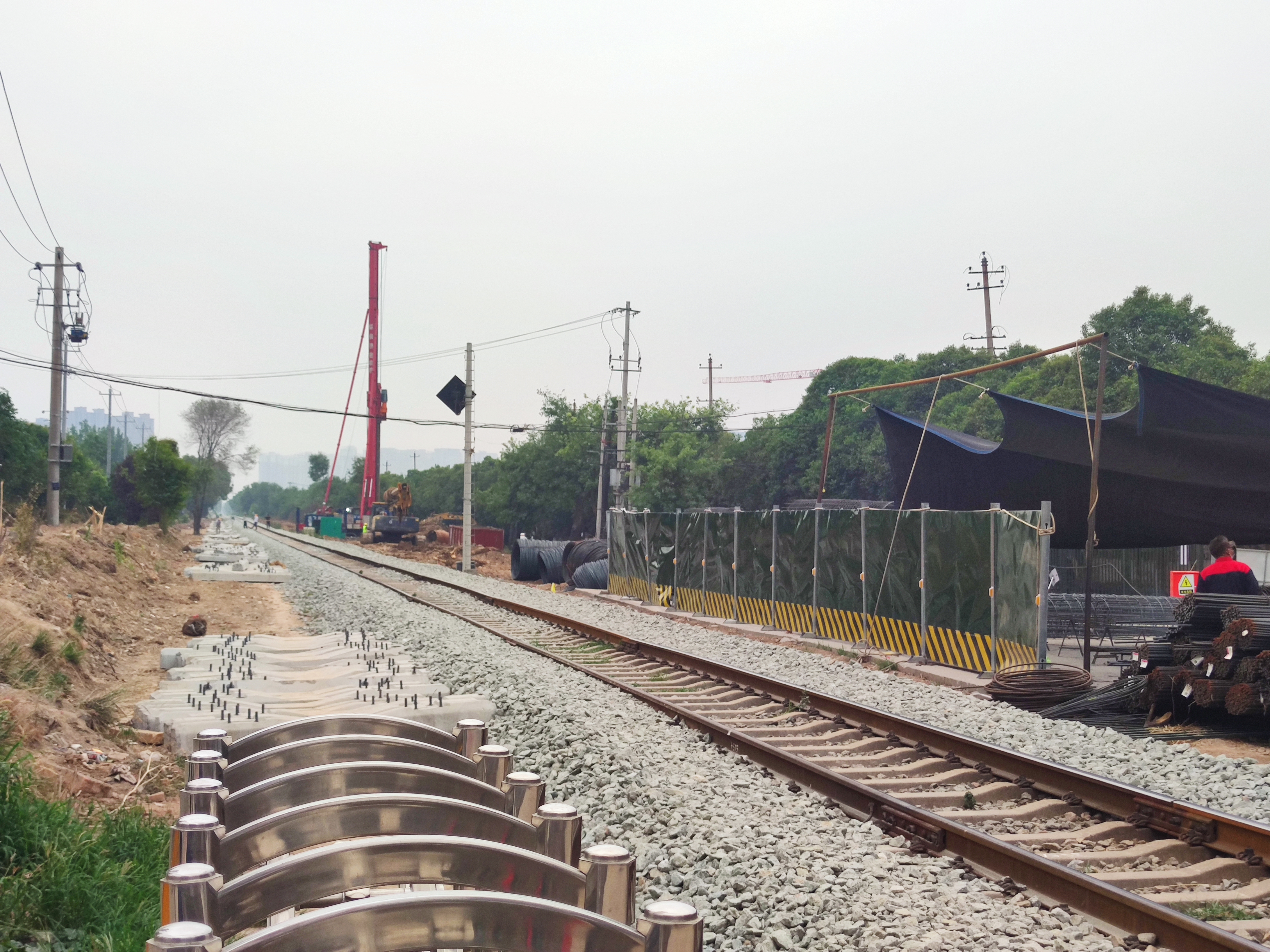
客运化改造中的阿房宫南站（2022.7）

截止客运化改造前，西户铁路连接专用线共计20条，其中部分专用线厂房设施已经拆除，已签订运输合同的专用线共计9条。随着城区扩大，西户铁路的平交道口增多，产生种种消极影响。其老旧的货运专线已与现代化高品质城市发展不相适应，对西户铁路及其沿线环境、交通条件等进行改造提升的必要性日趋明显。此外，鄠邑区与西安市区间尚未有客用轨道交通连接，如果将西户铁路加以改造，则可以在盘活既有轨道资源的基础上打通鄠邑区的客运轨交通道，相比于重新修建轨道交通工程可以节省大量成本。有鉴于此，2020年底，西安市委、市政府决定对西户铁路开展客运化改造工程。
2022年5月，西安市发改委正式批复该项目，该工程是陕西省首条利用既有铁路公交化开行市域客运列车的示范工程。项目北起位于莲湖区的阿房宫南站（可与西安地铁5号线接驳），南至位于鄠邑区的户县站，改造段线路全长26.3公里，最高设计时速100km/h（预留120km/h条件），线路设户县站、五竹站、马王站、昆明池站、阿房宫南站等5站，新建鄠邑存车场1座。改造完成后，西户铁路将以商旅客流为主，兼顾通勤客流，可满足沿线企业货运功能需求，未来还将成为鄠邑区连接西咸新区、中心城区的客运辅助通道。改造项目计划于2022年开工建设，2024年建成通车，总工期2年，项目投资估算总额约19亿元人民币。
2022年7月5日，西户铁路改造提升工程环境影响报告表在西安市生态环境局网站进行公示。7月21日，改造提升项目正式开工。
2022年11月1日，西户铁路市郊列车投入载客试运营，试运营阶段仅开放阿房宫南和户县两站的客运业务，线路暂采用三节国铁25G列车改装的车厢。线路采用了创新的合作运营模式，由西安地铁公司负责运营服务，国铁西安局提供线路调度服务和车辆。客运列车每日开行8对，采用单一交路运营，全程运行时间约25分钟。早晚高峰各开行3对列车，行车间隔1小时10分钟；平峰开行2对列车，行车间隔2小时20分钟。票制票价采用与西安地铁“同网同价”模式，阿房宫南至户县站全程票价为6元，票价优惠政策及购票方式与西安地铁既有线路保持一致。
2023年3月31日西户铁路进行时间表调整，增开平日客车1对，假日则在平日基础上增开2对。即平日开行客车9对、假日11对。
2023年9月26日，西户线和西安地铁地下换乘通道正式启用，实现付费区内换乘。